# Дон Лафонтејн
Доналд Лерој Лафонтејн (Дулут, 26. август 1940 — Лос Анђелес, 1. септембар 2008) био је амерички гласовни глумац.
Током четири деценије снимао је за више од 5.000 филмских трејлера и на стотине хиљада телевизијских реклама, интернет промоција и трејлера за видео игрице.
Постао је препознатљив по фрази „In a world ...“, коришћену у толико филмских трејлера да је постала позната и као духовита досетка. Био је веома познат познат у филмској индустрији а његови надимци били су „Гром грло“, „Глас Божији“ и „Краљ филмских трејлера“, постао је познат широј публици кроз рекламе за GEICO осигурање и лутрију Mega Millions.

## Биографија
Рођен је у у Дулуту, у Минесоти, у породици Алфреда и Руби Лафонтејн. Наводио је да му је наводно глас пукао у 13. години усред реченице, дајући му бас тонове који су му касније донели велику славу и успех. Након што је 1958. дипломирао у локалној средњој , пријавио се за службу у америчкој војсци и служио као аудио инжењер у бенду америчке војске и хору војске САД.
Радио је на неколико хиљада филмских трејлера током каријере, обухватајући сваки жанр из сваког већег филмског студија. Једно време је имао скоро монопол на гласовне улоге трејлера филмова. Неки значајни трејлери које је Лафонтејн истакао у уводу на свом званичном сајту укључују: Терминатор 2: Судњи дан, Шрек, Петак тринаести, Ред и закон и Повратак Бетмена. Он је 2007. године изјавио да је његов омиљени рад у трејлеру за филм био за биографски филм Човек-слон, иако је према одговору на питање на његовој веб страници имао неколико трејлера који су му се издвојили, а он није не волим да издваја један.

У интервјуу из 2007. године, објаснио је стратегију иза своје препознатљиве фразе „In a world where ...":
Морамо веома брзо да успоставимо свет у који их транспортујемо. То се врло лако ради ако кажете: „У свету у коме ...” Врло брзо сте поставили сцену.
Након његове смрти, војсовери у филмским трејлерима су постали ретки, а већина трејлера се сада ослања на музику, звучне ефекте и дијалоге из филма.